# FC Sempione
FC Sempione – włoski klub piłkarski, mający swoją siedzibę w mieście Mediolan, na północy kraju.

## Historia
Chronologia nazw:
- 1902: FC Sempione
- 1905: klub rozwiązano

Piłkarski klub FC Sempione został założony w Mediolanie w 1902 roku. Biuletyn oficjalny F.G.I. (wł. Federazione Ginnastica d'Italia) cytuje go w sierpniu 1902 roku na Konkursie Gimnastycznym w Vercelli. W 1904 zespół startował w mistrzostwach Włoch, zorganizowanym przez Włoską Federacji Gimnastyki (F.G.I.), jednak został wyeliminowany w pierwszej rundzie przez A.C. Milan. W następnym sezonie klub debiutował w mistrzostwach pod egidą F.I.G.C. (wł. Federazione Italiana Giuoco Calcio) w Seconda Categoria, w której pomimo wysokiej wygranej 11:0 z US Milanese, został ponownie zatrzymany przez drugi zespół Milanu (0:2). Potem klub został rozwiązany.

## Sukcesy

### Trofea międzynarodowe
Nie uczestniczył w rozgrywkach europejskich (stan na 31-12-2016).

### Trofea krajowe
| \| \| Zdobyte trofea w rozgrywkach Włoch (stan na: 31-05-2017) \| |                                                          |      |                      |
| Rozgrywki                                                         | Osiągnięcie                                              | Razy | Sezon(y)             |
| · Mistrzostwo                                                     | I miejsce                                                | 0    |                      |
| · Mistrzostwo                                                     | II miejsce                                               | 0    |                      |
| · Mistrzostwo                                                     | III miejsce                                              | 0    |                      |
| · Puchar                                                          | zdobywca                                                 | 0    |                      |
| · Puchar                                                          | finalista                                                | 0    |                      |
| II liga                                                           | I miejsce                                                | 0    |                      |
| II liga                                                           | II miejsce                                               | 1    | 1905 (gr. Lombardia) |
| II liga                                                           | III miejsce                                              | 0    |                      |
| Włochy                                                            | Zdobyte trofea w rozgrywkach Włoch (stan na: 31-05-2017) |      |                      |

## Stadion
Klub rozgrywał swoje mecze domowe na boisku piłkarskim Velodromo Sempione w Mediolanie.